# Proroctví slepého mládence (film)
Proroctví slepého mládence byl popěvek Vlasty Buriana uveřejněný v Československém filmovém týdeníku v lednu 1938. Šlo o Burianův dvacátý šestý film, i když velmi krátký.
Vlasta Burian zde zpíval popěvek ke dvacátému výročí založení První republiky.

## Děj
Slepý mládenec (Vlasta Burian) zpívá popěvek k dvaceti letům výročí založení Československa. Najednou se z mládence vyklube Vlasta Burian. Burian říká tato slova: „Kdekdo mě zná z historie, já jsem slepej mládenec. Co chci vidět, to však vidím, jak to dělám, moje věc. To jsem dělal v každej čas, teď to budu dělat zas, ve všem jsem jen dobrý viděl, pro špatný však zrak můj has. V novém roce prorokuju ve sportu jen vítězství, o tom se už přesvědčíte v hokejovém mistrovství. Máme prima hráče jen, vesele už trénujem, když nebude nikdo lepší, pak to jistě vyhrajem. Proto lide dobré vůle proroctví mé v mysli měj a v tom roce jubilejním sobě a svým bližním přej: republice klid buď dán, mír a pokoj zachován, to vám tady z plna srdce přeje Vlasta Burian.“

## V hlavní roli
- Vlasta Burian (role: slepý mládenec – Vlasta Burian)

## Technické údaje
- Rok výroby: 1938
- Premiéra: leden 1938
- Zvuk: zvukový
- Barva: černobílý
- Druh filmu: krátkometrážní, krátký, Československý filmový týdeník
- Země původu: Československo
- Jazyk: český
- Natočeno:v ateliéru